# داستان دارودسته کلی
داستان دارودستهٔ کِلی (انگلیسی: The Story of the Kelly Gang) یک فیلم صامت استرالیایی در ژانر زندگینامه‌ای و وسترن به کارگردانی چارلز تِیت، میلارد جانسون و ویلیام گیبسون محصول سال ۱۹۰۶ است که به زندگی ند کلی، یاغی جنگل‌نشین قرن شانزدهم استرالیا و دارودسته‌اش می‌پردازد. فیلمبرداری این فیلم صامت در شهر ملبورن و مناطق اطراف آن صورت پذیرفت.
داستان دارودستهٔ کلی با مدت زمان حدود ۶۰ دقیقه، نخستین فیلم بلند داستانی تاریخ سینما به‌شمار می‌رود. مدت زمان یک‌ساعتهٔ فیلم باعث شده تا طول حلقهٔ آن بالغ بر ۱٬۲۰۰ متر (۴٬۰۰۰ فوت) باشد. فیلم داستان دارودستهٔ کِلی برای نخستین مرتبه در ۲۶ دسامبر سال ۱۹۰۶ میلادی و در تالار آتنیوم ملبورن به اکران عمومی گذاشته شد و دو سال بعد، در ژانویهٔ سال ۱۹۰۸ میلادی نیز در انگلستان به نمایش درآمد. موفقیت تجاری و بازخوردهای مثبت منتقدین باعث گردید تا ژانر جنگل‌نشینی به نقطهٔ عطفی در تاریخ سینمای استرالیا دست یابد، ژانر جنگل‌نشینی، در سال‌های آغازین تولید فیلم و محتوا بر سینمای استرالیا احاطهٔ تام داشت. از زمان انتشار فیلم داستان دارودستهٔ کِلی نیز فیلم‌های بسیار دیگری در رابطه با افسانهٔ کلی ساخته شد. در سال ۲۰۰۷ میلادی نیز، این فیلم، عطف به آنکه اولین فیلم بلند داستانی دنیا می‌باشد، در حافظه جهانی یونسکو ثبت گردید.

## نگارخانه

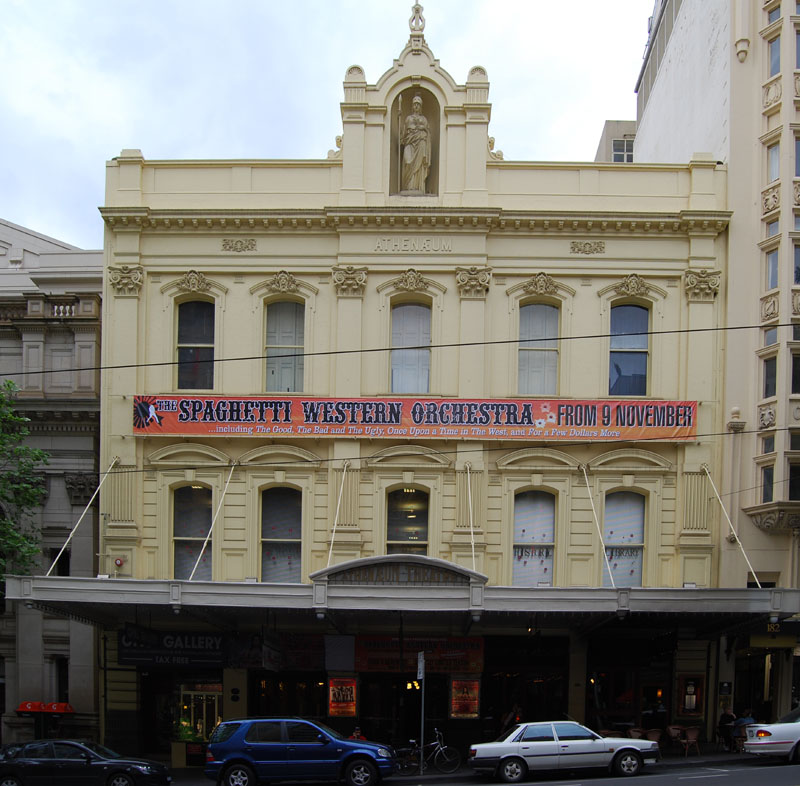
تالار آتنیوم ملبورن امروزی، نخستین مکان اکران فیلم
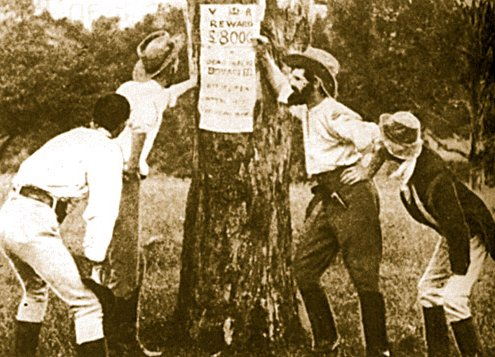
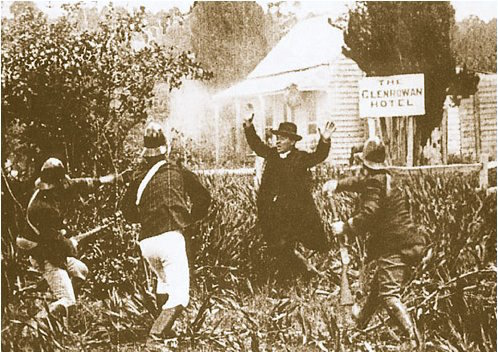
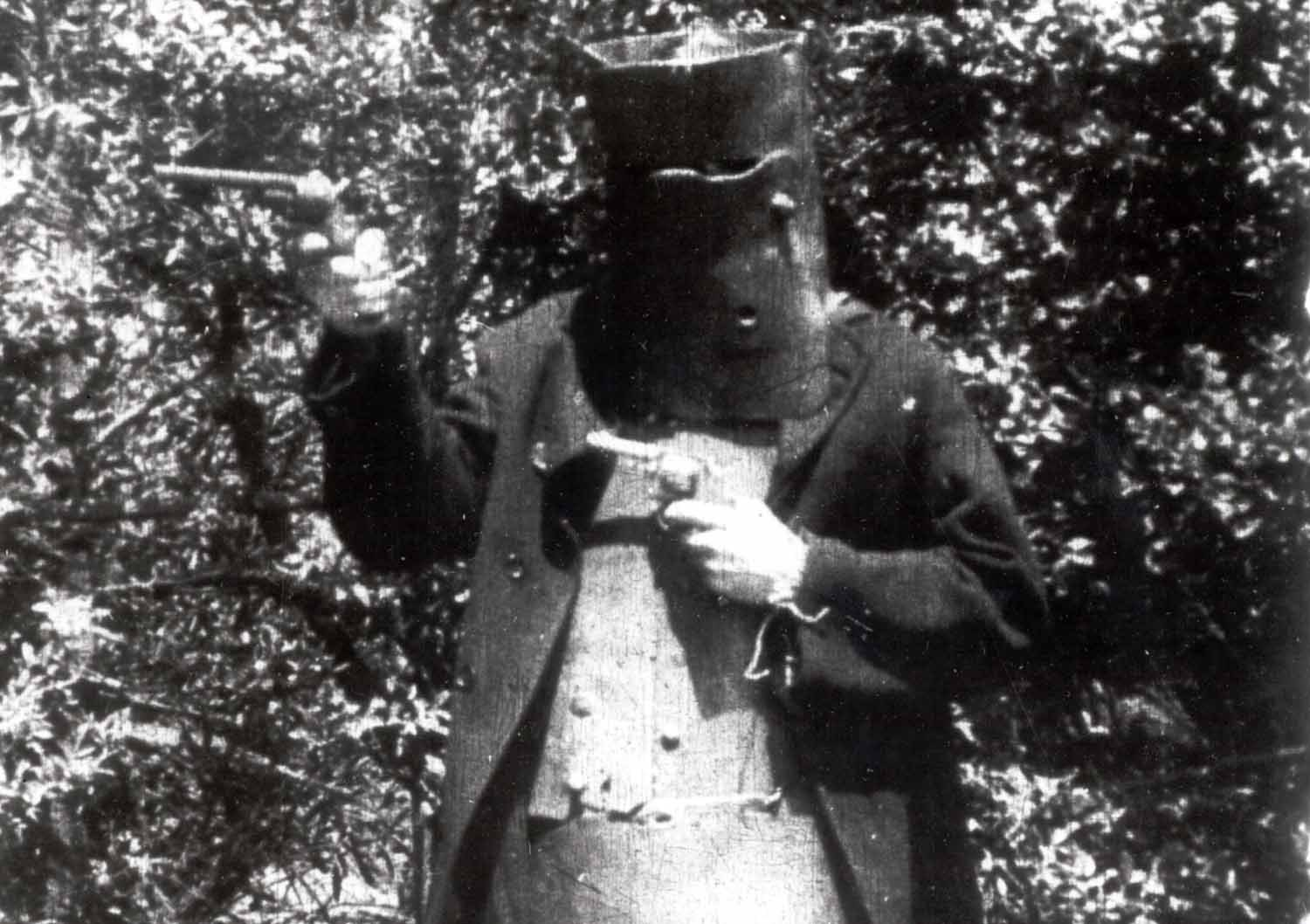